# Johannes Sellin
Johannes Sellin (Wolgast, 31 dicembre 1990) è un ex pallamanista e allenatore di pallamano tedesco, allenatore dell'Erlangen.